# Szczawno-Zdrój
Szczawno-Zdrój [ˈʃʧavnɔ ˈzdruj], tyska: Bad Salzbrunn, före 1935 Ober Salzbrunn, är en stad och kurort i sydvästra Polen, belägen i distriktet Powiat wałbrzyski i Nedre Schlesiens vojvodskap, nordväst om staden Wałbrzych. Staden utgör administrativt en stadskommun och hade 5 776 invånare i juni 2014.

## Geografi
Staden ligger i Wałbrzychbergen (Góry Wałbrzyskie) på norra sidan av bergskedjan Sudeterna, 3 kilometer nordväst om den större staden Wałbrzych.

## Sevärdheter
- Kurparken (Park zdrojowy) från 1800-talet. Vid parken finns det gamla kurbadkomplexet och kurteatern från 1890 samt kurbadhuset från 1845.*
- Det tidigare kurhotellet Schlesischer Hof (idag Dom Zdrojowy), uppfört 1910–1911 av greve Hans Heinrich XV von Hochberg.
- Korona Piastowska-sanatoriet, uppfört av familjen Hauptmann som hotell Zur Krone. Här föddes Carl och Gerhart Hauptmann.
- Tre kilometer norr om staden ligger slottet Książ i norra utkanten av Wałbrzych.

## Kända invånare
- Clytus Gottwald (född 1925), kompositör och körledare.
- Carl Hauptmann (1858–1921), dramatiker och författare, bror till:
- Gerhart Hauptmann (1862-1946), dramatiker och poet, nobelpristagare i litteratur 1912.